# Pud Galvin
James Francis « Pud » Galvin (25 décembre 1856 – 7 mars 1902) était un lanceur dans la Ligue majeure de baseball. Il a joué dans les ligues majeures entre 1875 et 1892 et a enregistré 365 victoires. En 1888 il a gagné sa 300e partie et est donc devenu le premier lanceur ayant gagné 300 parties. Il a aussi perdu sa 300e partie en 1892 ; seuls Cy Young et Galvin ont perdu 300 parties dans leurs carrières.
Il est reconnu comme le premier joueur de la Ligue majeure ayant pris des produits dopants. Le 20 août 1880 Galvin est devenu le premier lanceur ayant réussi un no-hitter sur le stade de l'autre équipe pour les Bisons de Buffalo, contre les Worcesters de Worcester. À l'époque, les équipes employaient deux lanceurs partants qui commençaient plus de 50 parties par an, qui leur permettaient de gagner (ou perdre) plus de 40 parties par an. Ainsi, Galvin a gagné 300 parties pendant ses 13 premières saisons. De nos jours les lanceurs ne commencent plus que 33 parties par an. 
Galvin est mort le 7 mars 1902 à Allegheny, Pennsylvanie et a été élu au temple de la renommée du baseball en 1965

## Classements
- 5e pour les victoires
- 2e pour les défaites
- 2e pour les manches lancées
- 2e pour les parties complètes
- 11e pour les blanchissages
- 2e pour les points permis
- 5e pour les points mérités permis